# 芒特泰伯 (新澤西州)
芒特泰伯（英語：Mount Tabor）是位於美國新澤西州摩里斯縣的普查規定居民點。

## 人口
根據2020年美國人口普查的數據，芒特泰伯的面積為1.00平方千米，皆為陸地。當地共有人口1244人，而人口密度為每平方千米1,244人。